# Чернов, Дмитрий Васильевич (Герой Советского Союза)
Дмитрий Васильевич Чернов (1901—1998) — старший сержант Рабоче-крестьянской Красной Армии, участник Великой Отечественной войны, Герой Советского Союза (1945).

## Биография
Родился 5 ноября 1901 года в посёлке Яковлевское (ныне — город Приволжск в Ивановской области), русский. После окончания семи классов школы работал на комбинате.
В 1920—1922 годах проходил службу в Красной Армии, участвовал в боях Гражданской войны. Демобилизовавшись, проживал и работал на родине.
В апреле 1942 года Чернов повторно был призван в армию. С августа того же года — на фронтах Великой Отечественной войны. В боях неоднократно был ранен и контужен.
К январю 1945 года гвардии ефрейтор Дмитрий Чернов был наводчиком орудия 313-го гвардейского артиллерийского полка 121-й гвардейской стрелковой дивизии 102-го стрелкового корпуса 13-й армии 1-го Украинского фронта. Отличился во время освобождения Польши. 27 января 1945 года расчёт Чернова в числе первых переправился через Одер в районе Кёбена (ныне — Хобеня) и принял активное участие в боях за захват и удержание плацдарма на его западном берегу, уничтожив 1 танк, 3 БТР, 5 автомашин, 2 миномёта, 4 пулемётные точки, более 40 солдат и офицеров противника.
Указом Президиума Верховного Совета СССР от 10 апреля 1945 года за «образцовое выполнение заданий командования и проявленные мужество и героизм в боях с немецкими захватчиками» гвардии ефрейтор Дмитрий Чернов был удостоен звания Героя Советского Союза с вручением ордена Ленина и медали «Золотая Звезда» за номером 8294.
В последующих боях получил очередное ранение и после излечения в звании старшего сержанта был демобилизован. Проживал и работал в Приволжске.
Скончался 27 декабря 1998 года, похоронен на Приволжском городском кладбище.
Был также награждён орденами Отечественной войны 1-й и 2-й степеней, Красной Звезды, Славы 3-й степени, рядом медалей.